# Changan X5 Plus
Oshan X5 – samochód osobowy typu SUV klasy kompaktowej produkowany pod chińską marką Oshan w latach 2020–2024 oraz pod marką Changan jako Changan X5 Plus od 2024 roku.

## Historia i opis modelu

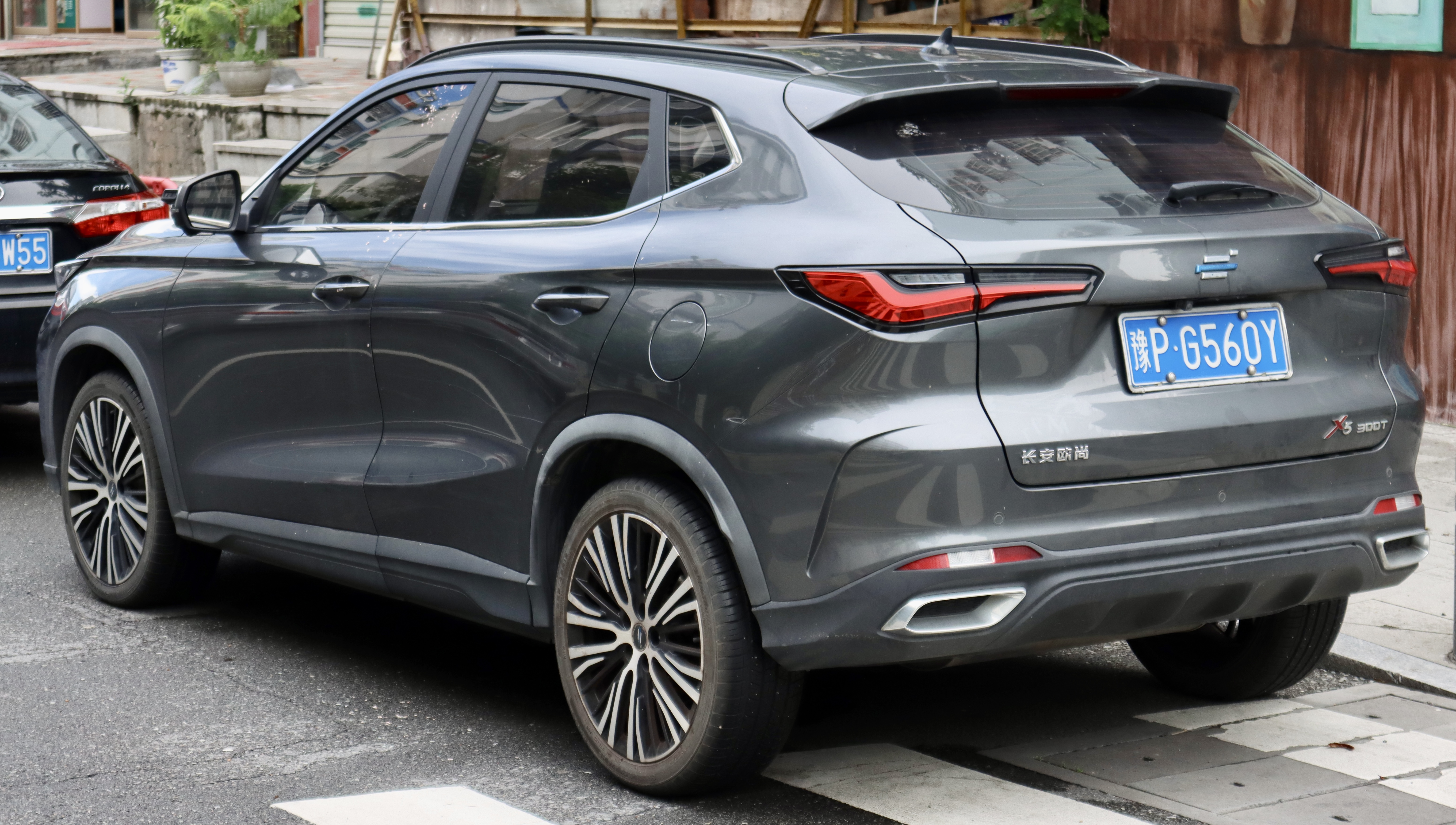
Oshan X5 - tył

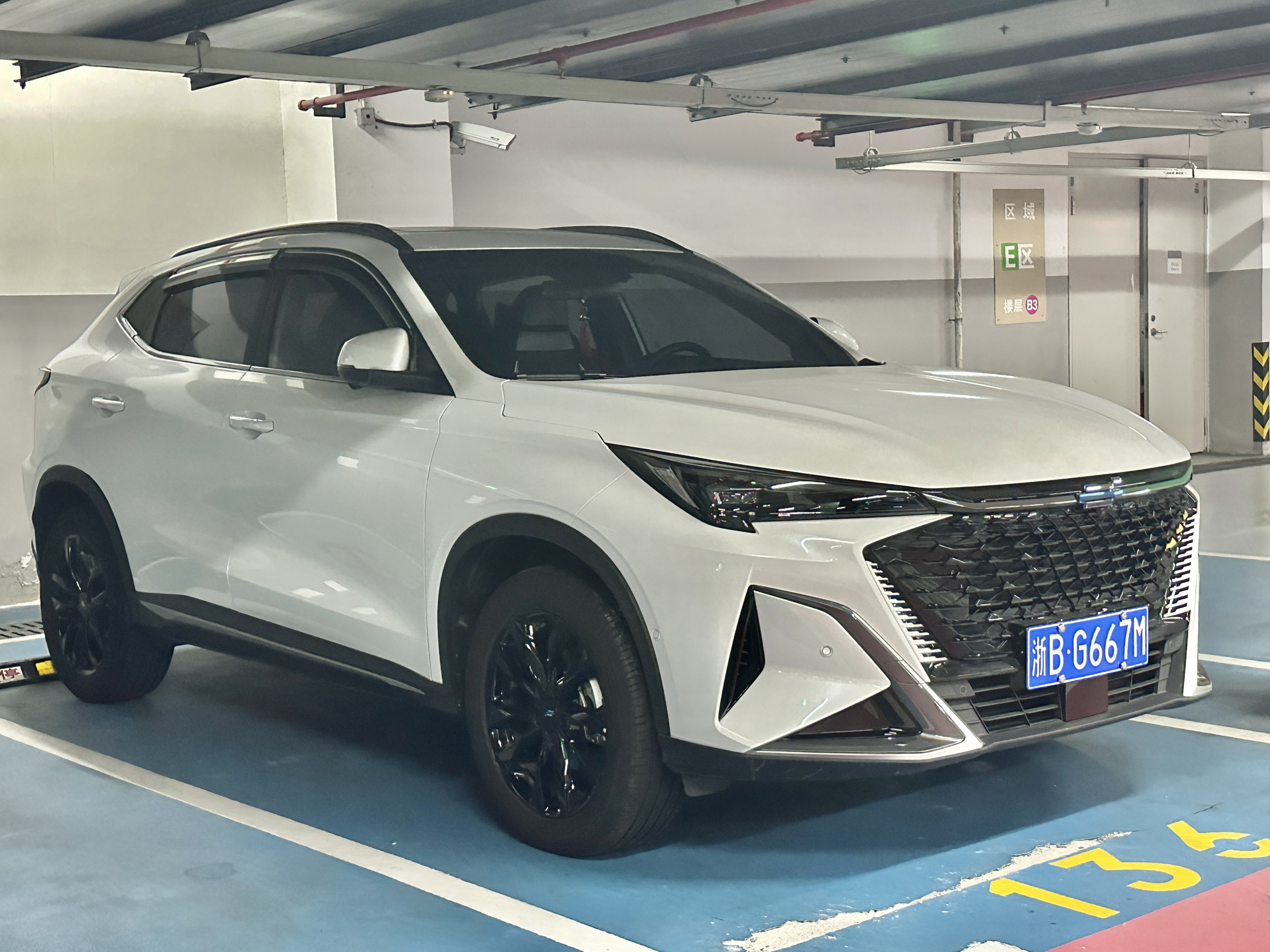
Oshan X5 Plus po liftingu

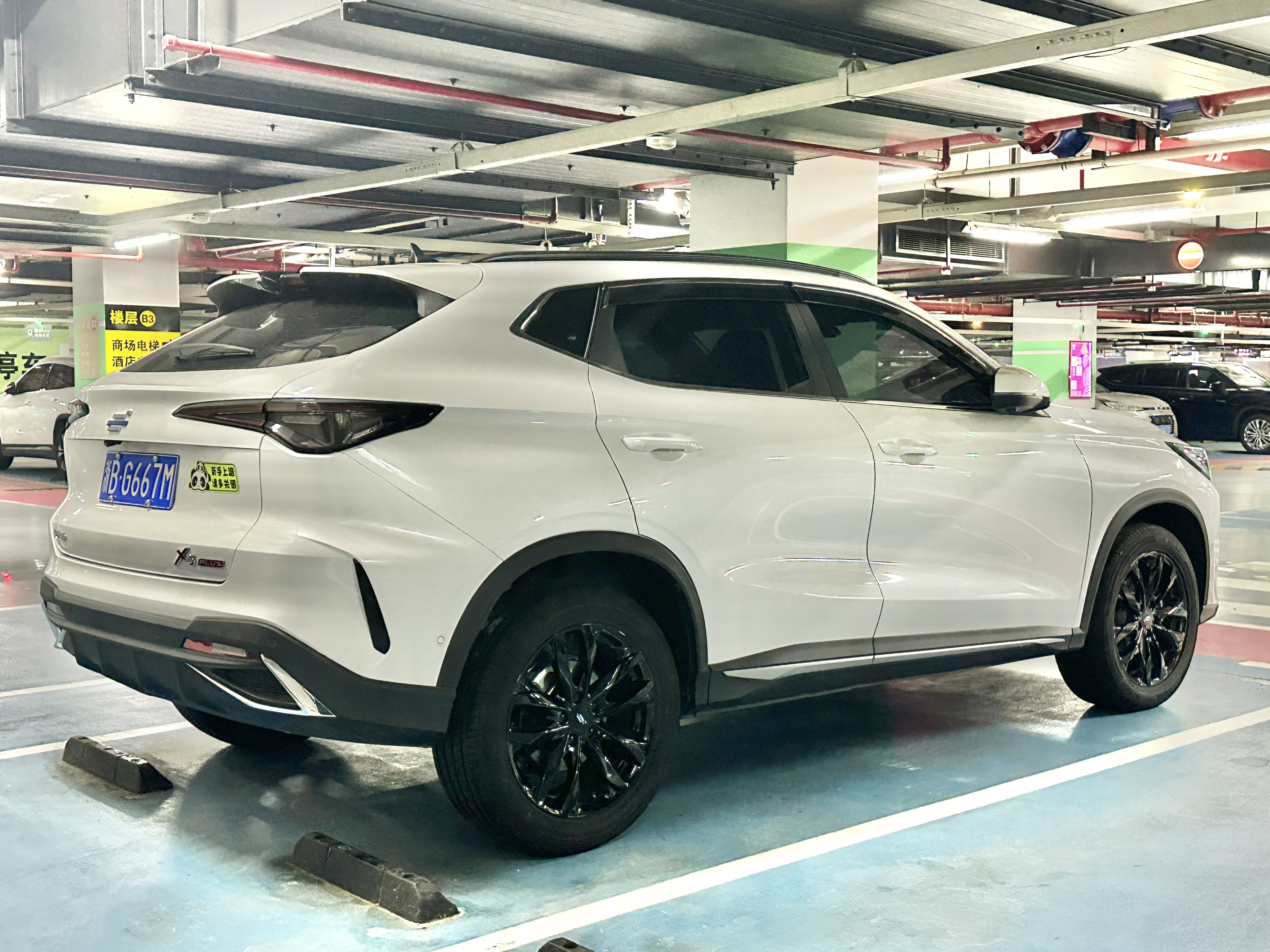
Oshan X5 Plus - tył po liftingu

W czerwcu 2020 roku chińska marka Oshan koncernu Changan Automobile zaprezentował kolejny model z linii "X" w postaci kompaktowego SUV-a X5. Samochód utrzymano w koncepcji stylistycznej obfitej w ostre linie, na czele z dużym sześciokątnym przednim wlotem powietrza i dwurzędowymi reflektorami. Linia okien została poprowadzona wysoko, a tył zwieńczyły wąskie, podłużne lampy. Kabinę pasażerską utrzymano w ciemnej tonacji, łacząc cyfrowe zegary sąsiadujące z centralny, dotykowym ekranem systemu multimedialnego.
Do napędu Oshana X5 wykorzystano tylko jeden, turbodoładowany czterocylindrowy silnik benzynowy o pojemności 1,5 litra i mocy 180 KM. Jednostkę połączono wyłącznie z 7-biegową, dwusprzęgłową automatyczną przekładnią przenoszącą moc na przednią oś.

### Lifting
W listopadzie 2022 Oshan X5 przeszedł restylizację, przy okazji której dokonano korekty nazwy na Changan X5 Plus. Pas przedni zyskał przeprojektowany zderzak, przemodelowaną osłonę chłodnicy, a także ostrzej zarysowane i większe niż dotychczas reflektory. Tylna część nadwozia zyskała inne wypełnienie o szaro-czerwonej barwie, z kolei wewnątrz wprowadzono nowy projekt deski rozdzielczej z zakrzywionym panelem tworzonym przez trzy wyświetlacze.
W grundniu 2023 roku, tuż przed całkowitym wygaszeniem marki Oshan i włączeniem jej w struktury macierzystego Changana, X5 Plus razem z większym X7 Plus jako pierwsze zmieniły markę i zyskały odtąd logotypy Changana pod nową nazwą Changan X5 Plus.

### Sprzedaż
Oshan X5 został zbudowany głównie z myślą o rodzimym rynku chińskim, gdzie jego sprzedaż rozpoczęła się niedługo po lipcowej premierze - w listopadzie 2020 roku. Pod koniec maja 2024, już po zmianie nazwy, Changan X5 Plus posłużył jako baza dla jednego z pierwszych trzech modeli reaktywowanej rosyjskiej marki Wołga jako Wołga K30.

### Silnik
- R4 1.5l Turbo 188 KM